# Pastoral (arte)

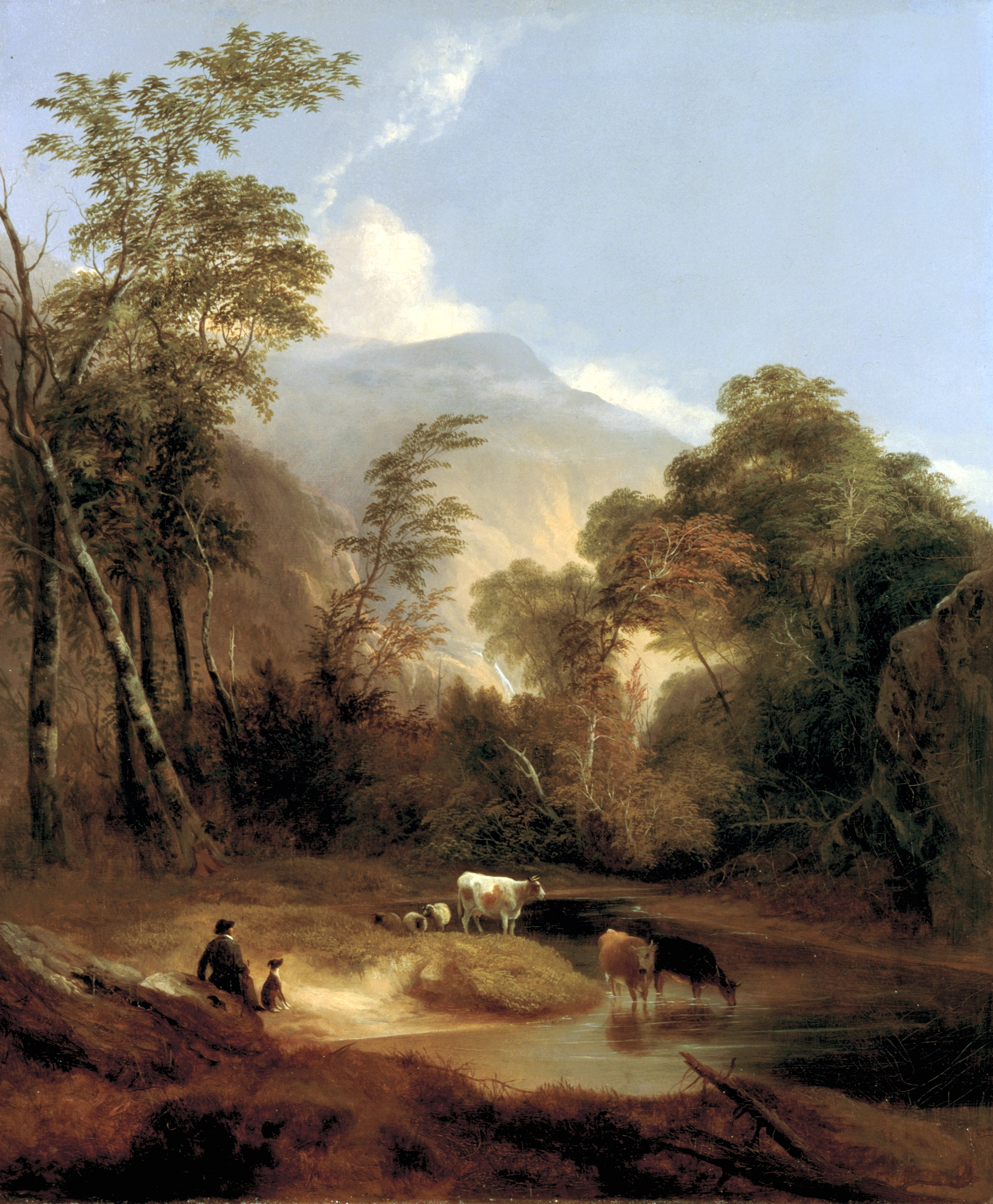
Pastoral Landscape, por Alvan Fisher, 1854.

Pastoral é um abordagem  adotada nas artes e na literatura que se caracteriza pelo tratamento idealizado do estilo de vida dos pastores,  retratados como pessoas simples que cuidam do gado em  meio a paisagens  bucólicas, (do grego βουκολικόν.em conexão com a natureza,  de acordo com as estações e as mudanças na disponibilidade de água e de pasto. Principalmente direcionadas ao público urbano,  as obras pastorais apresentam as sociedades de pastores como livres da complexidade e da corrupção da vida nas cidades. Entre os escritores que usaram a convenção pastoral com grande sucesso estão os poetas clássicos Teócrito e Virgílio e, séculos depois,  os  ingleses Edmund Spenser (1552 – 1599),  Robert Herrick (1591 – 1674), John Milton ( 1608 — 1674) ,  Percy Bysshe Shelley (1792 — 1822) e Matthew Arnold (1822 -  1888).